# ابروزردک شکم‌کوچک
ابروزردک شکم‌کوچک (نام علمی: Elaenia parvirostris) نام یک گونه از سرده ابروزردک است.